# 中川隆 (実業家)
中川 隆（なかがわ たかし、1963年9月6日 - ）は、日本の実業家。SBIインベストメント代表取締役社長を経て、SBIホールディングス取締役副社長。

## 人物・経歴
北海道出身。北海道札幌北高等学校を経て、1987年小樽商科大学商学部経済学科卒業、富士銀行（現みずほ銀行）入行。1999年北尾吉孝と知り合い、同年ソフトバンク・ファイナンスに入社し、イー・ローンとのジョイントベンチャーの立ち上げにあたった。2002年SBIホールディングス取締役。2005年SBIベンチャーズ取締役常務。2006年からはソフトバンク・インベストメント代表取締役COOを務め、ベンチャー企業への投資を進めた。2014年SBIバイオテック代表取締役社長。2015年SBIファイナンシャルサービシーズ代表取締役社長、SBIホールディングス代表取締役副社長、SBIマネープラザ取締役会長。2018年SBIホールディングス代表取締役副社長。2022年7月SBIホールディングス取締役副社長。